# Cúp bóng đá Ukraina 1997–98
Cúp bóng đá Ukraina 1997–98 là mùa giải thứ 7 của giải đấu bóng đá loại trực tiếp hàng năm ở Ukraina kể từ khi đất nước giành được độc lập.
Giải Cúp mùa này khởi tranh với một vòng sơ loại và ba vòng loại trước khi diễn ra vòng Một. Vòng đấu với 2 lượt đi và về được kéo dài từ vòng đấu chính cho đến một vài vòng loại. Các đội bóng nghiệp dư chỉ được đại diện là đội vô địch Cúp bóng đá nghiệp dư Ukraina.
Đương kim vô địch Shakhtar Donetsk bị loại do luật bàn thắng sân khách trước Metalurh Donetsk ở Vòng 16 đội.

## Giành quyền tham dự giải đấu châu Âu mùa giải 1998–1999
Đội vô địch sẽ giành quyền tham gia với tư cách đội vô địch Cúp bóng đá Ukraina ở Cup Winners' Cup và được cho phép tham gia từ vòng Một.

## Lịch thi đấu

### Vòng sơ loại
Ở giai đoạn này, 20 đội từ Druha Liha và Ukrainian Football Amateur Association tham gia giải cúp.
| Paperovyk Malyn(2L)         | 1–2 AET             | (2L)Dynamo-3 Kyiv            |  |
| Tsementnyk Mykolaiv(2L)     | 3–1                 | (2L)Naftovyk Dolyna          |  |
| Pivdenstal Yenakieve(2L)    | 3–1                 | (2L)Metalurh Komsomolske     |  |
| Hazovyk Komarne(2L)         | 3–1                 | (2L)Karpaty-2 Lviv           |  |
| Fortuna Sharhorod(2L)       | 1–0                 | (2L)SKA-LOTTO Odessa         |  |
| Chornomorets Sevastopol(2L) | -:+                 | (2L)Dynamo Odessa            |  |
| Domobudivnyk Chernihiv(Am)  | 1–1 AET, 7–6 (Pen.) | (2L)Dnipro-2 Dnipropetrovsk  |  |
| Avers Bakhmach(2L)          | 1–0                 | (2L)Slovyanets Konotop       |  |
| Kryvbas-2 Kryvyi Rih(2L)    | 1–2 AET             | (2L)Zirka-NIBAS-2 Kirovohrad |  |
| Borysfen Boryspil(2L)       | 3–0                 | (2L)Ryhonda Bila Tserkva     |  |

### Vòng loại thứ nhất
Ở vòng này, các đội còn lại của Druha Lihatham gia giải cúp.
| Dynamo-3 Kyiv(D2)            | 3–1                 | Obolon-PPO Kyiv(D2)             |  |
| Cementnyk Mykolaiv(D2)       | 1–0 AET             | Systema-BOREKS Borodianka(D2)   |  |
| Pivdenstal Yenekieve(D2)     | 1–0                 | Shakhtar Stakhanov(D2)          |  |
| Nerefa Slavutych(D2)         | -:+                 | Karpaty Mukacheve(D2)           |  |
| Hazovyk Komarne(D2)          | 1–0                 | Halychyna Drohobych(D2)         |  |
| Krystal Kherson(D2)          | 3–1                 | Olimpiya-AES Yuzhnoukrainsk(D2) |  |
| Fortuna Sharhorod(D2)        | 2–1                 | Lokomotyv Smila(D2)             |  |
| Pokuttia Kolomyia(D2)        | -:+                 | Kalush(D2)                      |  |
| Haray Zhovkva(D2)            | 2–1                 | Nyva Bershad(D2)                |  |
| Dynamo Odessa(D2)            | +:-                 | Portovyk Illichivsk(D2)         |  |
| Viktor Zaporizhia(D2)        | 1–2 AET             | Torpedo Melitopol               |  |
| Domobudivnyk Chernihiv(Am)   | +:-                 | Vorskla-2 Poltava(D2)           |  |
| Shakhtar-2 Donetsk(D2)       | 3–0                 | Metalist-2 Kharkiv(D2)          |  |
| Avers Bakhmach(Am)           | 1–0                 | Elektron Romny(D2)              |  |
| Zirka-NIBAS-2 Kirovohrad(D2) | 3–2                 | Metalurh-2 Donetsk(D2)          |  |
| Borysfen Boryspil(D2)        | 0–0 AET, 3–4 (Pen.) | Hirnyk-Sport Komsomolsk(D2)     |  |

### Vòng loại thứ hai
Ở vòng này, các đội bóng sẽ thi đấu 2 lượt đi và về. Ngoài ra, các đội bóng từ Giải hạng nhất cũng tham gia giải cúp.
| Dynamo-3 Kyiv(D2)            | 7–1 | Podillya Khmelnytskyi(D2)      | (4:0, 3:1) |
| Desna Chernihiv(D1)          | 4–4 | Cementnyk Mykolaiv(D2)         | (3:0, 1:4) |
| Zorya Luhansk(D1)            | 5–1 | Pivdenstal Yenakieve(D2)       | (1:0, 4:1) |
| Karpaty Mukacheve(D2)        | 4–4 | Veres Rivne(D2)                | (2:1, 2:3) |
| Hazovyk Komarne(D2)          | 0–1 | Krystal Chortkiv(D2)           | (0:0, 0:1) |
| Cherkasy(D1)                 | 5–5 | Krystal Kherson(D2)            | (2:4, 3:1) |
| Fortuna Sharhorod(D2)        | +:- | Fakel Varva(D2)                |            |
| Tysmenytsia(D2)              | 1–2 | Kalush(D2)                     | (0:2, 1:0) |
| Haray Zhovkva(D2)            | 3–5 | Polissya Zhytomyr(D1)          | (1:2, 2:3) |
| Odessa(D2)                   | 4–2 | Dynamo Odessa(D2)              | (3:0, 1:2) |
| Torpedo Melitopol(D2)        | 3–4 | Tytan Armyansk(D2)             | (2:2, 1:2) |
| CSKA-2 Kyiv(D1)              | 3–1 | Domobudivnyk Chernihiv(Am)     | (1:0, 2:1) |
| Shakhtar-2 Donetsk(D2)       | 2–4 | Oskil Kupyansk(D2)             | (1:2, 1:2) |
| Petrivtsi Myrhorod(D2)       | 1–2 | Avers Bakhmach(Am)             | (0:2, 1:0) |
| Zirka-NIBAS-2 Kirovohrad(D2) | 1–5 | Avanhard-Industria Rovenky(D1) | (0:3, 1:2) |
| Hirnyk-Sport Komsomolsk(D2)  | 1–2 | Metalurh Novomoskovsk(D2)      | (0:1, 1:1) |

### Vòng loại thứ ba
Ở vòng này, các đội sẽ thi đấu 2 lượt đi và về. Các đội bóng còn lại và Supreme League tham gia giải cúp.
| Dynamo-3 Kyiv(D2)         | 4–2 | Khimik Severodonetsk(D1)        | (2:1, 2:1) |
| Desna Chernihiv(D1)       | 3–1 | Dynamo-2 Kyiv(D1)               | (1:0, 2:1) |
| Metalist Kharkiv(D1)      | 2–1 | Zorya Luhansk(D1)               | (2:1, 0:0) |
| Naftovyk Okhtyrka(D1)     | 6–1 | Karpaty Mukacheve(D2)           | (4:0, 2:1) |
| Mykolaiv(D1)              | 4–0 | Krystal Chortkiv(D2)            | (3:0, 1:0) |
| Krystal Kherson(D2)       | 3–3 | Polihraftekhnika Olexandria(D1) | (1:0, 2:3) |
| Kremin Kremenchuk(D1)     | 1–2 | Fortuna Sharhorod(D2)           | (1:0, 0:2) |
| Shakhtar Makiivka(D1)     | 4–1 | Kalush(D2)                      | (1:1, 3:0) |
| Verkhovyna Uzhhorod(D1)   | 2–6 | Polissya Zhytomyr(D1)           | (2:2, 0:4) |
| Odessa(D2)                | 0–3 | Nyva Vinnytsia(D1)              | (0:2, 0:1) |
| Tytan Armyansk(D2)        | 4–6 | Bukovyna Chernivtsi(D1)         | (3:1, 1:5) |
| CSKA-2 Kyiv(D1)           | 3–3 | Lviv(D1)                        | (0:0, 3:3) |
| Metalurh Nikopol(D1)      | 4–2 | Oskil Kupyansk(D2)              | (4:2, +:-) |
| Avers Bakhmach(Am)        | -:+ | Stal Alchevsk(D1)               |            |
| Volyn Lutsk(D1)           | +:- | Avanhard-Industria Rovenky(D1)  |            |
| Metalurh Novomoskovsk(D2) | 1–2 | Yavir Krasnopillia(D1)          | (1:2, -:+) |

### Vòng 32 đội
Ở vòng này, các đội bóng thi đấu 2 lượt đi và về. Tất cả các đội còn lại đều sẽ tham gia giải cúp.
| Dynamo-3 Kyiv(D2)            | 3–10                | Dynamo Kyiv            | (0:5, 3:5) |
| Illychivets Mariupol         | 7–6                 | Desna Chernihiv(D1)    | (5:3, 2:3) |
| Metalist Kharkiv(D1)         | 2–6                 | Chornomorets Odessa    | (2:2, 0:4) |
| Naftovyk Okhtyrka(D1)        | 3–3                 | Zirka-NIBAS Kirovohrad | (1:1, 2:2) |
| Kryvbas Kryvyi Rih           | 3–3 AET             | Mykolaiv(D1)           | (2:0, 1:3) |
| Krystal Kherson(D2)          | 2–8                 | Karpaty Lviv           | (1:4, 1:4) |
| Torpedo Zaporizhia           | 4–1                 | Fortuna Sharhorod(D2)  | (3:0, 1:1) |
| Shakhtar Makiivka(D1)        | 2–5                 | Vorskla Poltava        | (1:2, 1:3) |
| Polissya Zhytomyr(D1)        | 1–2                 | Dnipro Dnipropetrovsk  | (1:0, 0:2) |
| Prykarpattia Ivano-Frankivsk | 2–2 AET, 2–4 (Pen.) | Nyva Vinnytsia(D1)     | (2:0, 0:2) |
| Bukovyna Chernivtsi(D1)      | 0–3                 | Tavriya Simferopol     | (0:2, 0:1) |
| CSKA-2 Kyiv(D1)              | 4–5                 | CSKA Kyiv              | (2:4, 2:1) |
| Nyva Ternopil                | 5–1                 | Metalurh Nikopol(D1)   | (4:0, 1:1) |
| Stal Alchevsk(D1)            | 0–1                 | Metalurh Zaporizhia    | (0:0, 0:1) |
| Volyn Lutsk(D1)              | 1–2                 | Metalurh Donetsk       | (0:0, 1:2) |
| Yavir Krasnopillia(D1)       | 3–6                 | Shakhtar Donetsk       | (3:3, 0:3) |

### Vòng 16 đội
| Dynamo Kyiv           | 4–0     | Metalurh Mariupol     | (3:0, 1:0) |
| Naftovyk Okhtyrka(D1) | 3–5     | Chornomorets Odessa   | (3:0, 0:5) |
| Kryvbas Kryvyi Rih    | 2–2 AET | Karpaty Lviv          | (2:0, 0:2) |
| Torpedo Zaporizhia    | 0–1     | Vorskla Poltava       | (0:1, 0:0) |
| Nyva Vinnytsia(D1)    | 1–3     | Dnipro Dnipropetrovsk | (1:1, 0:2) |
| CSKA Kyiv             | 2–1     | Tavriya Simferopol    | (2:0, 0:1) |
| Metalurh Zaporizhia   | 3–4     | Nyva Ternopil         | (2:1, 1:3) |
| Metalurh Donetsk      | 3–3     | Shakhtar Donetsk      | (2:0, 1:3) |

### Tứ kết
| Dynamo Kyiv           | 7–1 | Chornomorets Odessa | (3:0, 4:1) |
| Kryvbas Kryvyi Rih    | 2–1 | Vorskla Poltava     | (2:1, 0:0) |
| Dnipro Dnipropetrovsk | 1–2 | CSKA Kyiv           | (0:1, 1:1) |
| Nyva Ternopil         | 2–2 | Metalurh Donetsk    | (2:1, 0:1) |

### Bán kết
| Kryvbas Kryvyi Rih | 4–8 | Dynamo Kyiv      | (2:4, 2:4) |
| CSKA Kyiv          | 4–2 | Metalurh Donetsk | (1:1, 3:1) |

### Chung kết
| Dynamo Kyiv        | 2 – 1    | CSKA Kyiv                      |
| ------------------ | -------- | ------------------------------ |
| Shevchenko 1', 33' | Chi tiết | 62' Oliynyk · 65' Novokhatskyi |